# إكليل مجرة

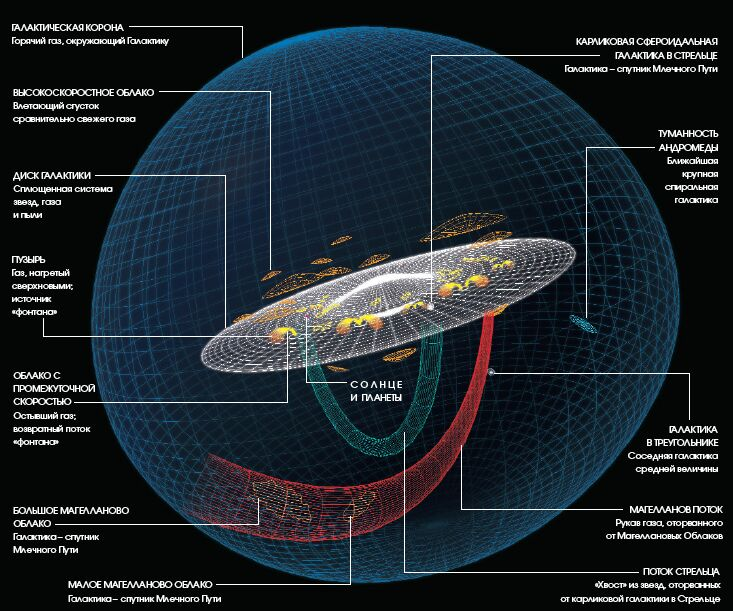

إكليل مجرة (بالإنجليزية: galactic corona ) بدأ علماء الفلك في مطلق القرن 21 في استخدام تعبير إكليل مجرة أو الإكليل الغازي لمجرة لوصف منطقة ساخنة يوجد بها غاز متأين في داخل الهالة المجرية لمجرة درب التبانة. كما توجد مثل تلك المنطقة المحتوية على غاز ساخن متأين في أي مجرة حلزونية ، وتصف بأن لها إكليل مجري.
مصدر الغاز المتأين الموجود في الإكليل ربما كان النافورات المجرية الذي تتسع فيها فقاعات عظيمة من الغازات المتأينة الصادرة من بقايا مستعرات عظمى متخللة الهالة . وبعد أن يبرد الغاز يعود قرص المجرة إلى اجتذابه بواسطة قوة الجاذبية.

## أقرأ أيضا
- قرص مجرة
- حوصلة مجرة
- هالة المجرة